# Osiedle Ptasie (Legnica)
Osiedle Ptasie – zlokalizowane we wschodniej części Legnicy, zamieszkiwane przez ok. 3 tysiące osób.
Położone pomiędzy ulicą Wrocławską i Sikorskiego a torami kolejowymi.
Osiedle zabudowane jest wyłączenie domami jednorodzinnymi.
Ulice osiedla:
- Bociania
- Wronia
- Pawia
- Ziemska
- Różana
- Skowronkowa
- Pl. Kołłątaja
- Wiosenna
- Kosowa
- Drozdowa
- Szpakowa
- Krucza
- Łabędzia
- Sokolska
- Ptasia
- Szczygła
- Żurawia
- Słowicza
- Jaskółcza
- Kanarkowa
- Kraka
- Ziemowita
- Dąbrówki
- Warsa
- Sawy

Przy ulicy Wrocławskiej mieszczą się dwa przystanki Komunikacji Miejskiej, przy ulicy Sikorskiego mieszczą się dwa kolejne przystanki.